# Фуников, Никита Афанасьевич
Никита Афанасьевич Фуников (Фуников-Курцев, ок. 1510 — 25 июля 1570, Москва) — московский государственный деятель, дьяк, казначей.

## Биография
Происходил из боярского рода Курцевых. Отец — Курцев (Курцов) Афанасий Иванович, получивший прозвище Фуник, был дьяком царя Василия III.
Не позднее 1545 года стал дьяком, не позднее 1549 года стал первым дьяком Казны, в 1550 году стал печатником. 
Весной — летом 1555 года попал в опалу, которая, возможно, была связана с его принадлежностью к сторонникам Захарьиных-Юрьевых и Захарьиных-Яковлевых, и был переведён в число дворовых детей боярских по городу Москве, затем по городу Владимиру, полностью сохранив права на покупку и обмен вотчин.
Примерно с осени 1560 года стал первым казначеем, в первой половине 1560-х годов пользовался расположением царя Ивана Грозного.
В Полоцком походе (зима 1563 года) выполнял военно-организационные поручения царя. После введения опричнины стал первым казначеем в земщине (февраль 1565 — июль 1570). По должности постоянно участвовал в заседаниях Боярской думы, в том числе особых совещаний с вынесением «приговоров» по ключевым вопросам взаимоотношений с Великим княжеством Литовским (с 1569 года — Речью Посполитой).
Осенью 1564 года был членом думской комиссии по обмену землями между царём и князем Владимиром Андреевичем Старицким.
Принимал участие в Земском соборе 1566 года, на котором было отказано польским послам в перемирии с королём Сигизмундом II Августом.
Был публично казнён без суда («обварен кипятком и облит холодной водой») в числе большой группы приказных людей, обвинённых в государственной измене в связи с новгородским делом. 

## Семья
1-й брак — Екатерина Курцева 
2-й брак — Мария Ивановна, урожд. Вяземская
Сын — Михаил Никитин Фуников
Братья: Курцев Иван Афанасьевич, Курцев Никита Афанасьевич, Курцев Константин Афанасьевич, Курцев Данила Афанасьевич, Курцев Федор Афанасьевич.